# Verkehrserhebung

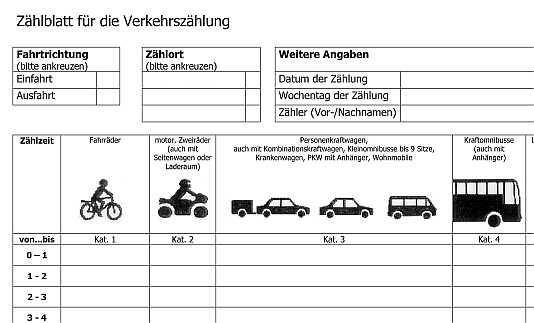
Ausschnitt aus einem Zählblatt

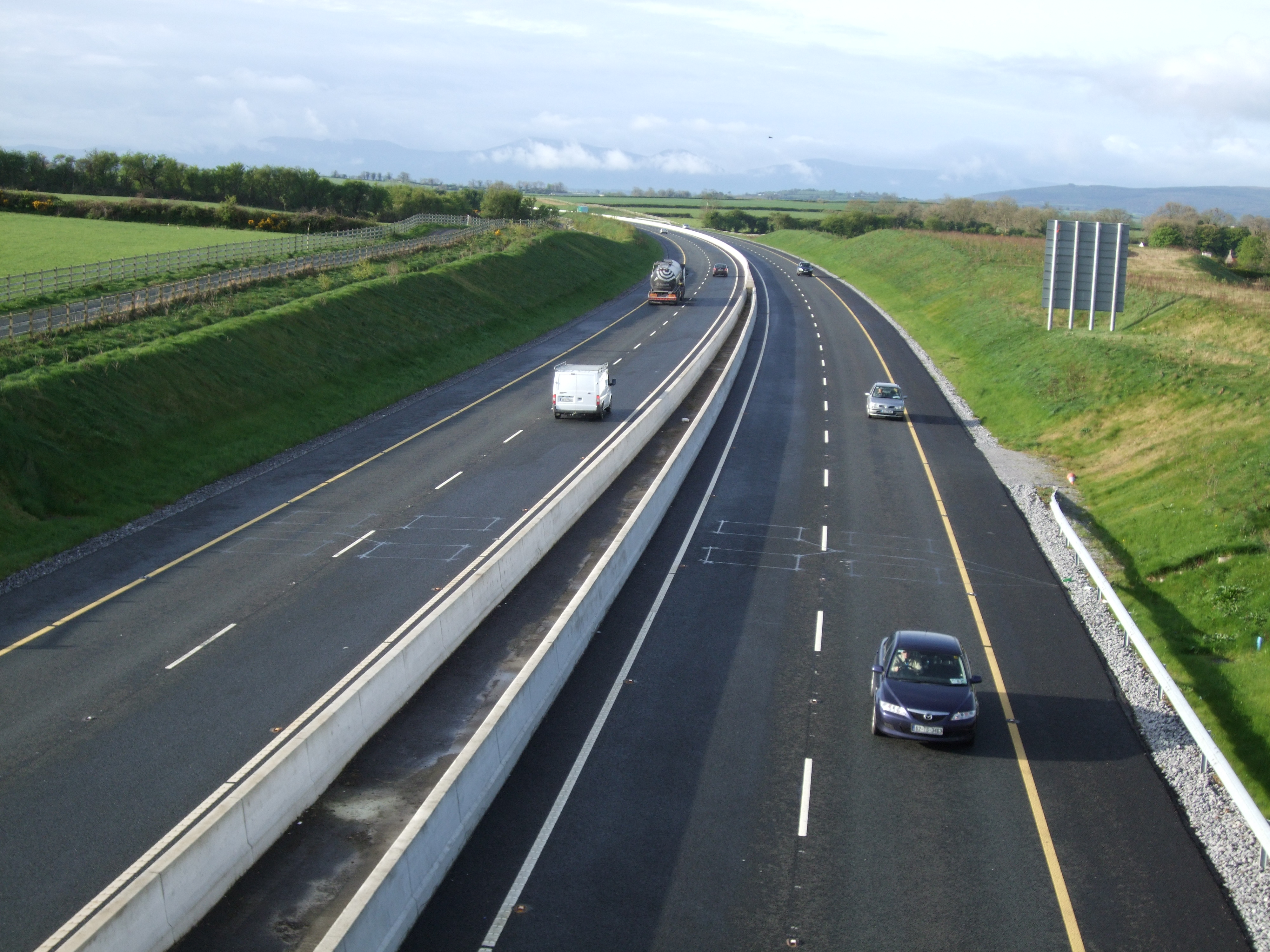
Verkehrszählung durch Sensoren in der Fahrbahn auf der M8 in Irland

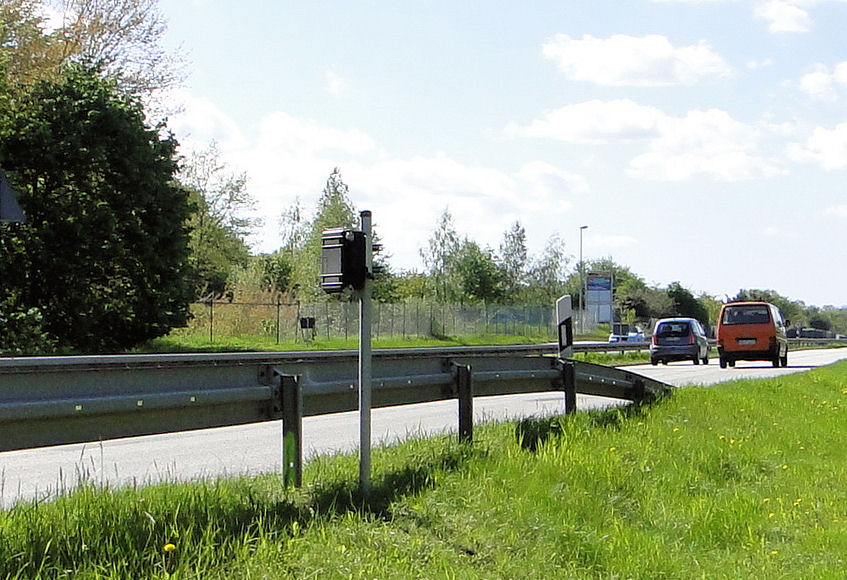
Seitenradargerät am Fahrbahnrand der B 106

Die Verkehrserhebung oder Verkehrszählung ist die Ermittlung der Anzahl der Fahrzeuge oder zu Fuß Gehenden, die einen Straßenabschnitt oder eine Kreuzung in einem bestimmten Zeitraum durchqueren. Sie ist die Grundlage für eine wirtschaftliche und planvolle Untersuchung von Verkehrsverbindungen.

## Grundsätzliches
Grundsätzlich kann man zwei Arten der Erhebung unterschieden:
- die Zählung oder verkehrstechnische Erhebung, welche sich mit der reinen Anzahl der Fahrzeuge oder Personen befasst,
- die Beobachtung und Befragung, die sich mit dem Verhalten beschäftigt.

Welche dieser grundsätzlichen Arten der Erhebung zur Anwendung kommt, hängt von den Ergebnissen ab, welche mit der Erhebung gewonnen werden sollen.
Im Gegensatz zur Zählung können Beobachtungen und Befragungen meist nicht automatisiert vorgenommen werden. Ansätze dazu gibt es aber bereits im Güterverkehr, wo Daten aus einem EDV-System direkt überspielt werden können. Ein solches EDV-System wurde für die LKW-Maut in Deutschland entwickelt.
Nach § 36 Abs. 5 der StVO dürfen Polizeibeamte „Verkehrsteilnehmer zur Verkehrskontrolle einschließlich der Kontrolle der Verkehrstüchtigkeit und zu Verkehrserhebungen anhalten.“

## Kenngrößen und Erhebungsmethoden
Eine Verkehrserhebung kann zu verschiedenen Zwecken durchgeführt werden, beispielsweise für die Verkehrsstatistik, die Bemessung von Straßen oder die Marktforschung. Je nachdem, welches Ziel verfolgt werden soll, können verschiedene Kenngrößen festgelegt werden, die in der Erhebung erfasst werden sollen. Mögliche Erhebungsgrößen im Verkehr sind etwa:
- individuelle Merkmale wie Wegehäufigkeit, Wegezweck, Reisezeit oder Verkehrsmittelwahl
- aggregierte Kenngrößen wie Verkehrsleistung oder Verkehrsaufkommen
- kleinräumige (mikroskopische) Kenngrößen des Verkehrsablaufs wie Zeitlücke, Fahr- oder Reisegeschwindigkeit
- großräumige Ablaufkenngrößen wie Verkehrsstärke oder Verkehrsdichte, oft auch in zeitlichen Ganglinien
- passive und aktive Verkehrssicherheit
- Einstellungen und Präferenzen

Mit keiner Methode können alle Größen gleichzeitig erhoben werden. Aus den Messdaten einer Dauerzählstelle oder eines Fahrradzählers kann man beispielsweise nicht feststellen, warum die Menschen genau diese Route nehmen. Die Erhebungsmethode muss also auf die Fragestellung angepasst werden. Man kann zwischen mehreren Ansätzen unterscheiden:
- Zählung
- Messung, etwa von Geschwindigkeiten
- Beobachtung
- Befragung in echten oder hypothetischen Situationen (Stated Preferences)
- Qualitative Daten und partizipatorische Methoden (Beispiele: Qualitative Interviews, Critical-Incidents-Analyse, Zukunftswerkstatt)

### Verkehrszählung

#### Objektzählung
Bei der Objektzählung werden Personen und/oder Fahrzeuge gezählt, welche sich innerhalb eines definierten Zeitraumes in einem bestimmten Beobachtungsraum aufhalten. So könnte beispielsweise die Belegung eines Parkplatzes erfasst werden. Bei der Objektzählung wird in der Regel nur gezählt und nicht zwischen den einzelnen zu zählenden Objekten unterschieden.

#### Querschnittszählung
Bei der Querschnittszählung werden Personen und/oder Fahrzeuge gezählt, welche innerhalb eines definierten Zeitraumes einen bestimmten Punkt einer Straße, den sogenannten (Zähl-)Querschnitt, passieren. Dafür können auch automatische Zählgeräte eingesetzt werden. Hierbei wird entweder zwischen den einzelnen Verkehrsmitteln oder nach den Fahrzeugarten unterschieden. Auch Kombinationen beider Arten sind möglich.

#### Knotenpunktserhebung

Unterschiedliche Fahrzeugströme bei einer T-Kreuzung

Eine Knotenpunktserhebung ist eine kleinräumige Form der Stromerhebung, die bei einfachen Straßenkreuzungen angewendet werden kann. Dabei wird die Querschnittszählung zusätzlich noch nach Richtungen getrennt.
An Knotenpunkten mit einer Lichtzeichenanlage sind zudem bei Bedarf die Staulängen zu ermitteln. Sobald Stau auftritt, repräsentiert eine Zählung lediglich die Leistungsfähigkeit der Knotenpunktszufahrten zum Zeitpunkt der Verkehrszählung. Stau sind nicht die Fahrzeuge, die bei „Rot“ warten und beim nächsten „Grün“ die Kreuzung passieren können, sondern lediglich die Fahrzeuge, welche bei „Grün“ nicht abgewickelt werden können, also bis zu einer folgenden Grünphase warten müssen.

#### Großräumige Stromerhebung oder Kordonerhebung
Bei einer großräumigen Stromerhebung werden die Verkehrsströme in einem ganzen Gebiet erfasst. Sie besteht meist aus mehreren Querschnittszählstellen, die einen geschlossenen Kordon bilden. Daher spricht man auch von einer Kordonzählung. Neben der Anzahl wird auch noch das Kennzeichen des Fahrzeuges notiert oder Verkehrsteilnehmenden mit einem Zettel versehen. Mit dieser Erhebung kann ermittelt werden, welche Ströme den Kordon durchqueren, in ihn hineinfahren oder ihn verlassen.

### Beobachtung
Durch eine Beobachtung werden das sichtbare Verkehrsverhalten im Straßenverkehr und die Merkmale der Teilnehmenden ermittelt. Diese Beobachtung wird oftmals mittels Videoaufnahmen durchgeführt.

### Befragung
Eine Befragung hat das Ziel, vergangene oder geplante Verkehrsaktivitäten und die Gründe für diese Aktivitäten zu ermitteln. Dabei werden die Verkehrsteilnehmenden direkt befragt. Die Ergebnisse sämtlicher Befragungsarten werden gebündelt und meist anonymisiert ausgewertet.

#### Befragung im Verkehrsnetz
Bei der Befragung im Verkehrsnetz werden Personen, beispielsweise die Nutzerinnen und Nutzer von öffentlichen Verkehrsmitteln, an ausgewählten Punkten oder in den Verkehrsmitteln selbst befragt. Es geht hierbei hauptsächlich um den Start- und Zielpunkt, aber teilweise auch der Zweck der Fahrt und einige soziodemographische Informationen.

#### Befragung im Haushalt
Bei Befragungen im Haushalt werden meist anhand eines standardisierten Fragebogens Informationen zu verschiedenen Verhaltensweisen im Verkehr abgefragt. Die ausgesuchten Haushalte werden in der Regel mit einer zufälligen Stichprobe ermittelt.

#### Befragung am Aktivitätsort oder am Arbeitsplatz
Befragungen dieser Art finden etwa Parkplätzen im Umfeld von Freizeitanlagen statt. Befragungen am im Unternehmen dienen der Erfassung des Pendler- und des Wirtschaftsverkehrs. Auch hier kommen, wie bei der Befragung im Haushalt, oft Fragebögen zum Einsatz. Da es sich besonders beim Güterverkehr um ein teilweise sehr komplexes Netz von Verknüpfungen handelt, kann das Verkehrsverhaltens meist nur eine ausschnitthaft erfasst werden.

## Gliederung der Erhebung
Im Rahmen einer Verkehrserhebung können mehrere Untergliederungen stattfinden. Wichtig ist in der Regel die Verkehrsmittelwahl. Des Weiteren wird nach dem Beförderungsobjekt unterschieden. Hierbei findet eine Einteilung in Personen- und Güterverkehr statt.
Im Personenverkehr wird zwischen Individual- und Öffentlichem Verkehr unterschieden. Zum Individualverkehr gehört dabei neben dem Fußgängerverkehr und dem Radverkehr auch das Nutzen der Verkehrsmittel Pkw, Motorrad (auch als Krad bezeichnet), Moped, Mofa, Motorroller, und Lkw. Der Öffentliche Verkehr umfasst Fahrten mit Taxi, Bus, Oberleitungsbus, Straßenbahn, Stadtbahn, U-Bahn, S-Bahn, Eisenbahn, Schiff und Flugzeug.
Zudem wird nach dem Fahrzweck gegliedert; man unterscheidet zwischen privaten Fahrten und Fahrten im Rahmen der beruflichen Tätigkeit. Hierbei fallen Fahrten zum Wohnort, zur Arbeit und Ausbildung, für Besorgungen und in der Freizeit zu den privaten Wegen. Im Unterschied zum juristischen Aspekt, wo auch Fahrten von und zur Arbeitsstätte ebenfalls als beruflich bedingt gelten, werden hier nur Fahrten zur Erbringung der Arbeitsleistung als berufliche Fahrten gewertet.

## Erhebungszeiten
Der Tag wird im Rahmen einer Verkehrserhebung in zwei Abschnitte untergliedert. Zwischen 6:00 und 22:00 Uhr findet der Tages- und zwischen 22:00 und 6:00 Uhr der Nachtverkehr statt. Bei Tagesverkehr wird oft noch der Vormittagsverkehr zwischen 6:00 und 10:00 Uhr und der Nachmittagsverkehr zwischen 15:00 und 19:00 Uhr gesondert erfasst. Die Verkehrsdichte unterliegt im Laufe eines Tages und in Abhängigkeit vom Untersuchungsgebiet starken Schwankungen. Zu folgenden Zeiten ist in der Regel mit dem höchsten Verkehrsaufkommen zu rechnen:
| Gebiet                                             | Zählzeit                   |
| -------------------------------------------------- | -------------------------- |
| Wohngebiet, Straßen am Stadtrand, Außerortsstraßen | 6:00–9:00 und 15:00–19:00  |
| Innenstadt, Hauptstraßen in der Innenstadt         | 7:00–10:00 und 15:00–19:00 |
| Gewerbegebiet                                      | 6:00–9:00 und 15:00–18:00  |
| Mischgebiet, Schulbereich                          | 7:00–9:00 und 13:00–19:00  |

Eine repräsentative Zählung sollte in den Monaten April, Mai, Juni, September oder Oktober sowie an einem Dienstag, Mittwoch oder Donnerstag (sog. Normalwerktage) durchgeführt werden, um den Einfluss des Wochenendes zu minimieren. Zudem sollten Tage unmittelbar vor und nach Feiertagen oder zu Beginn und Ende von Ferien gemieden werden.

## Automatische Erfassungsmethoden

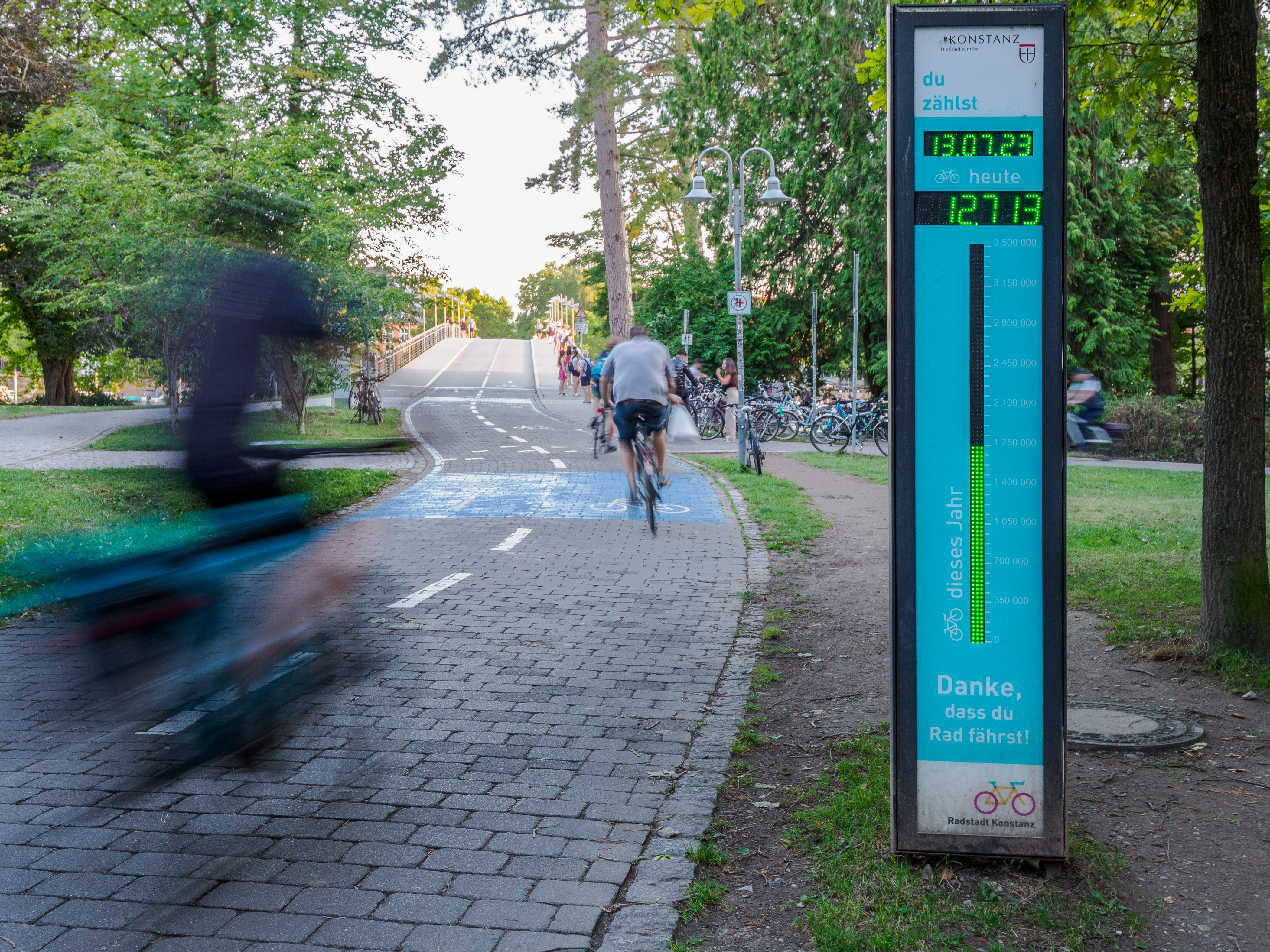
Stationäre Fahrrad-Verkehrszählung in Konstanz

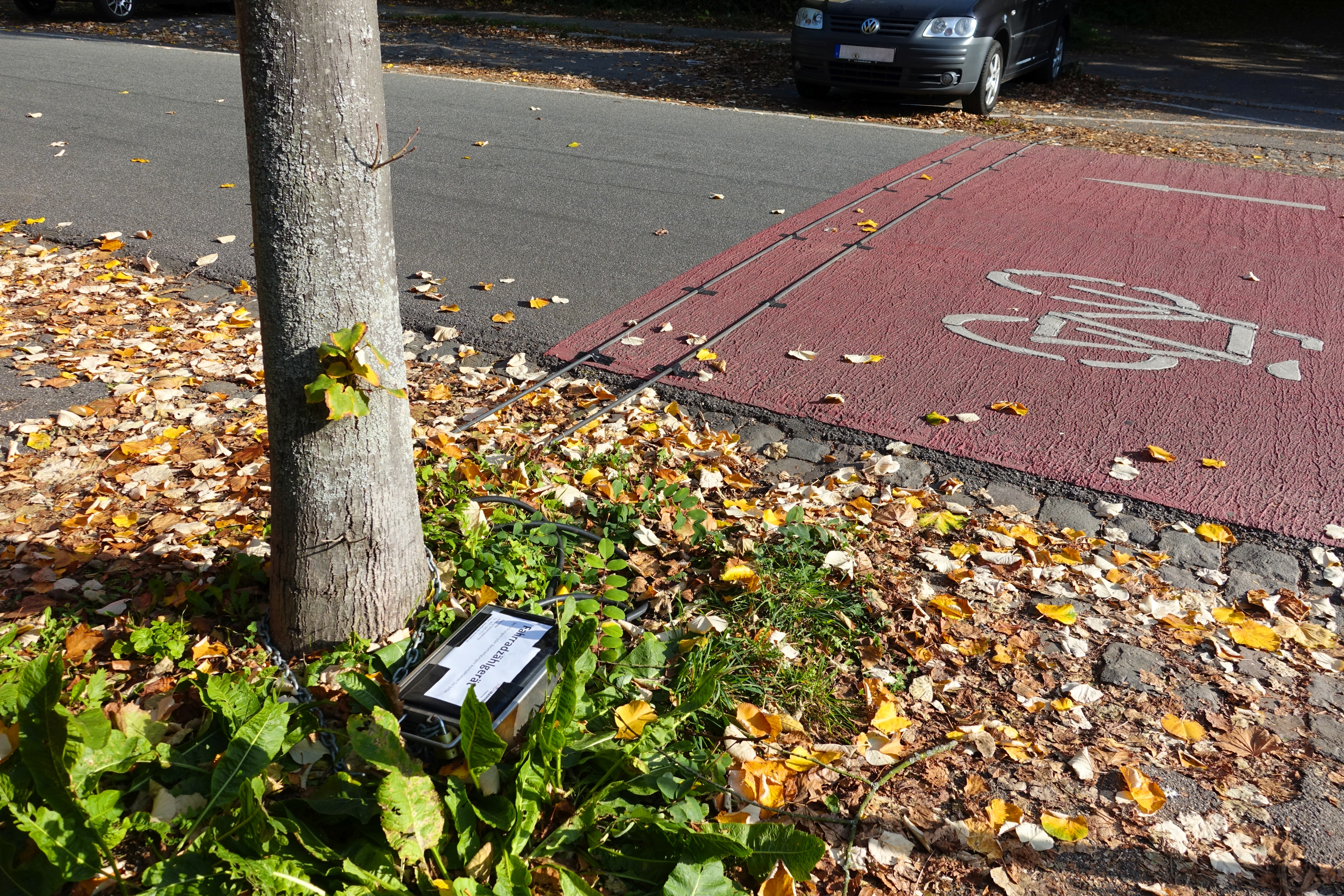
Temporäre Fahrradzählanlage

Neben der manuellen Erfassung durch eingewiesene Personen (mit Zählgerät oder Strichliste) gibt es verschiedene Methoden zur automatischen Erfassung des Verkehrsaufkommens (Verkehrsmessung):
Verkehrszählung
durch permanent im Fahrbahnbelag eingelassene Induktionsschleifen
Plattenzählung
durch vorübergehend mittig auf der Fahrbahn montierte Zählgeräte, die meist von einer unauffälligen schwarzen Abdeckung aus Kunststoff geschützt werden. Diese Messplatten werden zur Querschnittzählung eingesetzt und erfassen neben der Anzahl der Fahrzeuge auch deren Länge und Geschwindigkeit berührungslos über die Änderung des Magnetfelds. Manche Geräte können auch die Temperatur und Feuchtigkeit des Fahrbahnbelags feststellen.
Seitenradar
Seitenradar-Geräte dienen ebenfalls zur Querschnittzählung. Ein auf einer Fahrbahnseite angebrachtes Gerät kann bei einer zweispurigen Fahrbahn den Verkehr beider Fahrtrichtungen zugleich erfassen. Mit dem Verkehrsaufkommen erhöht sich jedoch der Zählfehler, der durch Fahrzeuge entsteht, die das Seitenradargerät zeitgleich passieren und dadurch nur als ein einzelnes Fahrzeug erkannt werden.
Automatische Messungen sind oftmals weniger genau als manuelle. Um die Genauigkeit automatischer Messungen abzuschätzen, kann es sinnvoll sein, manuelle Vergleichsmessungen durchzuführen. In Deutschland wird auf der Grundlage von automatischen und manuellen Messungen die Verkehrsstärke ermittelt bzw. berechnet.